# Los Angeles Raiders 1985
La stagione 1985 dei Los Angeles Raiders è stata la 16ª della franchigia nella National Football League, la 26ª complessiva e la quarta di tredici a Los Angeles. La squadra raggiunse i playoff per la quarta stagione consecutiva grazie a due vittorie in gare equilibrate contro Denver nel finale di campionato che gli diedero il titolo di division. Denver invece mancò i playoff malgrado un record di 11-5. Il running back Marcus Allen fu premiato come MVP della NFL dopo avere corso 1.759 yard e segnato 7 touchdown.

## Scelte nel Draft 1985
| Scelte dei Raiders nel Draft 1985 |        |                 |       |                    |
| Giro                              | Scelta | Giocatore       | Ruolo | College            |
| 1                                 | 23     | Jessie Hester   | WR    | Florida St.        |
| 3                                 | 79     | Tim Moffett     | WR    | Mississippi        |
| 3                                 | 80     | Stefon Adams    | DB    | East Carolina      |
| 4                                 | 107    | Jamie Kimmel    | LB    | Syracuse           |
| 5                                 | 135    | Dan Reeder      | RB    | Delaware           |
| 6                                 | 143    | Rusty Hilger    | QB    | Oklahoma St.       |
| 7                                 | 186    | Kevin Belcher   | T     | Wisconsin          |
| 7                                 | 188    | Mark Pattison   | WR    | Washington         |
| 7                                 | 191    | Bret Clark      | DB    | Nebraska           |
| 7                                 | 192    | Nick Haden      | G     | Penn St.           |
| 8                                 | 220    | Leonard Wingate | DT    | South Carolina St. |
| 9                                 | 246    | Chris Sydnor    | DB    | Penn St.           |
| 10                                | 275    | Reggie McKenzie | LB    | Tennessee          |
| 10                                | 276    | Albert Myres    | DB    | Tulsa              |
| 11                                | 303    | Steve Strachan  | RB    | Boston Col.        |
| 12                                | 332    | Raymond Polk    | DB    | Oklahoma St.       |

## Roster
| Roster dei Los Angeles Raiders nel 1985 |
| --- |
| Quarterback - 16 Jim Plunkett - 6 Marc Wilson Running Back - 32 Marcus Allen - 27 Frank Hawkins - 33 Kenny King Wide Receiver - 84 Jessie Hester - 83 Tom Moffett - 85 Jim Smith - 85 Dokie Williams Tight End - 46 Todd Christensen - 87 Trey Junkin - 81 Andy Parker Offensive Linemen - 76 Kevin Belcher T - 50 Dave Dalby C - 79 Bruce Davis T - 70 Henry Lawrence T - 60 Curt Marsh G - 65 Mickey Marvin G Defensive Linemen - 99 Sean Jones DE - 75 Howie Long DE - 71 Bill Pickel NT Linebacker - 53 Rod Martin - 55 Matt Millen - 58 Jack Squirek - 91 Brad Van Pelt Defensive Back - 45 James Davis SS - 22 Mike Haynes CB - 26 Vann McElroy FS - 23 Odis McKinney SS Special Team |
| Legenda - I rookie sono in corsivo. - Il primo ruolo è il principale mentre gli eventuali successivi indicano i ruoli secondari. - (IR) sta per Injured Reserve ed indica la lista ristretta per un solo giocatore infortunato che può tornare ad allenarsi dopo la settimana 6 e a rientrare in prima squadra dopo che questa ha giocato 8 partite. - (NF-Inj.) / (NF-Ill.) stanno rispettivamente per Non-Football Injured e Non-Football Illness ed indicano le liste dove viene inserito un giocatore che ha un infortunio o una malattia non dipendente dal football americano. - (PUP) sta per Physically Unable to Perform ed indica la lista dove viene inserito un giocatore mentre è in attesa di recuperare la condizione fisica. Nella stagione regolare dopo la sesta partita giocata dalla propria squadra, il giocatore ha tempo tre settimane per riprendere ad allenarsi, più tre settimane aggiuntive dal suo rientro agli allenamenti per rientrare in prima squadra. |

## Calendario
| Stagione regolare |                         |           |
| Turno             | Avversario              | Risultato |
| 1                 | New York Jets           | V 31–0    |
| 2                 | at Kansas City Chiefs   | S 36–20   |
| 3                 | San Francisco 49ers     | S 34–10   |
| 4                 | at New England Patriots | V 35–20   |
| 5                 | Kansas City Chiefs      | V 19–0    |
| 6                 | New Orleans Saints      | V 23–13   |
| 7                 | at Cleveland Browns     | V 21–20   |
| 8                 | San Diego Chargers      | V 34–21   |
| 9                 | at Seattle Seahawks     | S 33–3    |
| 10                | at San Diego Chargers   | S 40–34   |
| 11                | Cincinnati Bengals      | V 13–6    |
| 12                | Denver Broncos          | V 31–28   |
| 13                | at Atlanta Falcons      | V 34–24   |
| 14                | at Denver Broncos       | V 17–14   |
| 15                | Seattle Seahawks        | V 13–3    |
| 16                | at Los Angeles Rams     | V 16–6    |

### Playoff
| Playoff    |                |                      |           |
| Turno      | Data           | Avversario           | Risultato |
| Divisional | 5 gennaio 1986 | New England Patriots | S 27–20   |

## Classifiche
| AFC West               | AFC West | AFC West | AFC West | AFC West | AFC West | AFC West | AFC West | AFC West | AFC West |
|                        | V        | S        | P        | %        | DIV      | CONF     | PF       | PS       | STR      |
| ---------------------- | -------- | -------- | -------- | -------- | -------- | -------- | -------- | -------- | -------- |
| Los Angeles Raiders(1) | 12       | 4        | 0        | .750     | 5–3      | 9–3      | 354      | 308      | V6       |
| Denver Broncos         | 11       | 5        | 0        | .688     | 5–3      | 8–4      | 380      | 329      | V2       |
| Seattle Seahawks       | 8        | 8        | 0        | .500     | 4–4      | 6–6      | 349      | 303      | S2       |
| San Diego Chargers     | 8        | 8        | 0        | .500     | 3–5      | 7–7      | 467      | 435      | S1       |
| Kansas City Chiefs     | 6        | 10       | 0        | .375     | 3–5      | 4–8      | 317      | 360      | V1       |

## Premi
- Marcus Allen:

MVP della NFL
giocatore offensivo dell'anno